# Préchac, Gironde

Préchac este o comună în departamentul Gironde din sud-vestul Franței. În 2009 avea o populație de 1.028 de locuitori.

## Evoluția populației
| An        | 1975  | 1982 | 1990 | 1999  | 2006  | 2009  |
| --------- | ----- | ---- | ---- | ----- | ----- | ----- |
| Populație | 1.007 | 953  | 985  | 1.017 | 1.011 | 1.028 |